# La vita è bella (film 1979)
La vita è bella è un film del 1979 diretto da Grigori Chukhraj.

## Trama
Antonio Murillo, pilota militare in Angola, quando nota che su una barca, insieme a dei rivoltosi, ci sono donne e bambini, rifiuta di bombardare il natante e torna a casa. A Lisbona trova lavoro come tassista e conosce la bella Maria, cameriera di un bar. Un giorno accompagna il misterioso Alvarado alla stazione ma subito dopo - ignorando che Maria, insieme ai suoi parenti, fa parte di un'organizzazione che si oppone al regime di Salazar - viene convocato dal giudice Perez. Deciso a proteggere la sua amata Antonio finisce in prigione ma tempo dopo riesce ad evadere. Rimasti soli, Antonio e Maria riescono a fuggire a bordo di un aereo.